# Municipio de Hoosier (Illinois)
El municipio de Hoosier (en inglés: Hoosier Township) es un municipio ubicado en el condado de Clay en el estado estadounidense de Illinois. En el año 2010 tenía una población de 338 habitantes y una densidad poblacional de 3,66 personas por km².

## Geografía
El municipio de Hoosier se encuentra ubicado en las coordenadas 38°46′50″N 88°25′1″O / 38.78056, -88.41694. Según la Oficina del Censo de los Estados Unidos, el municipio tiene una superficie total de 92.31 km², de la cual 92,23 km² corresponden a tierra firme y (0,09 %) 0,08 km² es agua.

## Demografía
Según el censo de 2010, había 338 personas residiendo en el municipio de Hoosier. La densidad de población era de 3,66 hab./km². De los 338 habitantes, el municipio de Hoosier estaba compuesto por el 96,45 % blancos, el 0,59 % eran afroamericanos, el 0,3 % eran amerindios, el 0,3 % eran asiáticos, el 2,37 % eran de otras razas. Del total de la población el 2,37 % eran hispanos o latinos de cualquier raza.